# Efectul Einstein-de Haas
Efectul Einstein-de Haas, sau efectul Richardson (după Owen Willans Richardson), este un fenomen fizic descoperit de Albert Einstein și Wander Johannes Haas la mijlocul anilor 1910, care determină o relație între magnetism, momentul cinetic și spinul particulelor elementare. 
Efectul Einstein de Haas explică faptul că un corp feromagnetic, prin magnetizare sa de-a lungul unei axe, dobândește un moment cinetic, direct proporțional cu magnetizarea. 
Experimentul lui Einstein și de Haas a constat dintr-un cilindru feromagnetic, suspendat un fir de-a lungul axei verticale a unui solenoid, 
Solenoidul este parcurs de un curent electric, astfel încât proba se magnetizează până la o valoare de saturare. La schimbarea sensului curentului electric, inversându-se sensul câmpului magnetic din interiorul solenoidului, se observă rotirea parțială a cilindrului în jurul axei sale verticale, pentru conservarea momentului cinetic. Luând în considerare că un câmp magnetic extern, aici generat de bobina parcursă de curent electric, duce la magnetizarea spinilor electroni în probă (sau inversarea spinilor electronilor dintr-o probă deja magnetizată în caz că direcția curentului este aleasă corespunzător), efectul Einstein-de Haas demonstrează că momentul cinetic al spinului are aceeași natură ca și momentul cinetic al corpurilor rotitoare din mecanica clasică. 
Experimentul Einstein-de Haas are un rezultat calitativ și cantitativ. Acesta demonstrează, în primul rând, că spinul electronului are un moment cinetic, și permite, de asemenea, măsurarea factorului Lande al spinului electronilor, evidențiind anomalia giromagnetica a electronului ( gs = 2).